# Robert Stephenson
Robert Stephenson (n. 16 octombrie 1803, North Tyneside, Anglia, Regatul Unit al Marii Britanii și Irlandei – d. 12 octombrie 1859, Londra, Regatul Unit al Marii Britanii și Irlandei) a fost un inginer feroviar englez din perioada de pionierat a căilor ferate.
A fost fiul lui George Stephenson, părintele căilor ferate, cu care a colaborat la anumite proiecte.
Astfel, cei doi au condus lucrările de construcție a liniei Stockton-Darlington, iar în 1823, împreună cu Edward Pease, au fondat societatea Robert Stephenson and Company, care a construit numeroase locomotive ce au ajuns în întreaga lume.

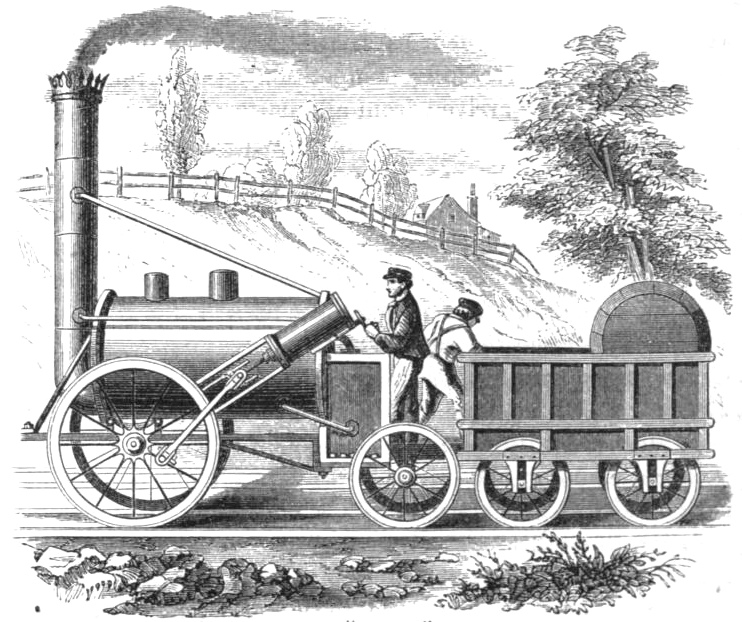
Locomotiva The Rocket (1829)